# Fang Yaoqing
Fang Yaoqing, född 20 april 1996, är en friidrottare från Kina. Han deltog vid olympiska sommarspelen 2020 och olympiska sommarspelen 2024.